# Umiliazione di Canossa

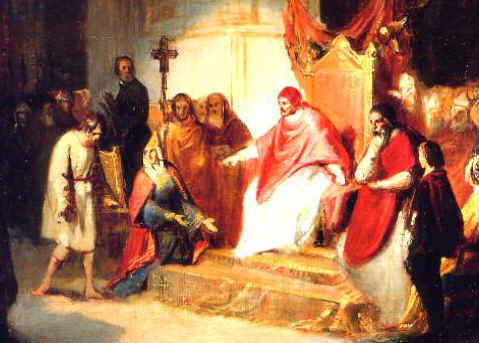
Enrico IV di Franconia innanzi Gregorio VII a Canossa

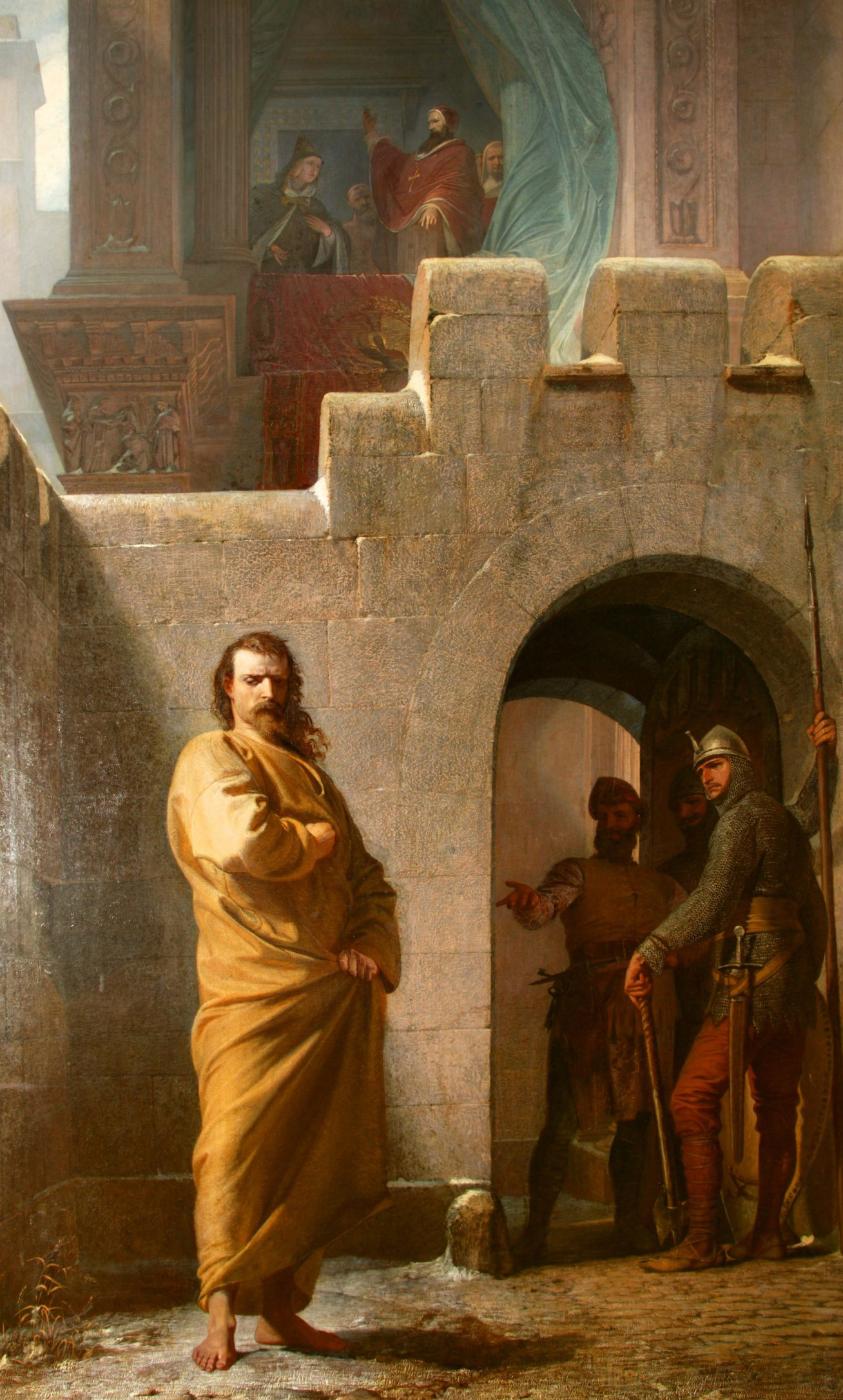
Enrico IV a Canossa, dipinto di Eduard Schwoiser, 1862

L'umiliazione di Canossa è l'episodio occorso presso il castello Matildico durante la lotta politica che vide contrapposta l'autorità della Chiesa, guidata da Gregorio VII, a quella imperiale di Enrico IV, il quale, per ottenere la revoca della scomunica inflittagli dal papa, fu costretto a umiliarsi attendendo inginocchiato per tre giorni e tre notti innanzi al portone d'ingresso del castello della contessa Matilde, mentre imperversava una bufera di neve, nel gennaio del 1077.

## Premesse storiche
Il governo dell'imperatore Enrico IV fu caratterizzato dal tentativo di rafforzare l'autorità imperiale. In realtà si trattava di trovare un difficile equilibrio, dovendo assicurarsi da una parte la fedeltà dei nobili, senza, dall'altra, perdere l'appoggio del pontefice. Enrico mise in pericolo tutte e due le cose quando decise di assegnare la diocesi di Milano, divenuta vacante. Ciò fece scoppiare un conflitto con papa Gregorio VII, che è passato alla storia con il nome di lotta per le investiture.

## La lotta per le investiture
Quando Enrico IV nel 1075 inviò il conte Eberardo a Milano per combattere i patari, nominando il chierico Tedaldo all'arcidiocesi di Milano, scatenò un'astiosa e lunga diatriba col papato. Gregorio VII replicò con una dura lettera, datata 8 dicembre, nella quale, tra le altre cose, accusava l'imperatore di essere venuto meno alla parola data e aver continuato ad appoggiare i consiglieri scomunicati, mentre al tempo stesso inviò anche un messaggio verbale che lasciava capire che la gravità dei crimini, che gli sarebbero stati imputati a questo proposito, lo avrebbe reso passibile non solo del bando da parte della Chiesa, ma anche della deprivazione della corona.
Enrico non si preoccupò affatto e al sinodo di Worms, tenutosi il 24 gennaio 1076, il papa fu dichiarato deposto e ai romani fu chiesto di sceglierne uno nuovo. La reazione di Gregorio arrivò il 22 febbraio 1076, quando pronunciò la sentenza di scomunica contro l'imperatore, sciogliendo i sudditi dal giuramento di fedeltà e desacralizzandone l'impero. L'evento inimicò a Enrico IV i principi tedeschi, che nell'ottobre a Tribur gli imposero di ottenere la riconciliazione con il papa entro un anno, fissando inoltre un appuntamento per un'assemblea da tenersi con Gregorio ad Augusta il 2 febbraio dell'anno successivo. Enrico, appena seppe che il papa si apprestava a partire per Augusta, scese in dicembre con il suo esercito in Italia diretto a Roma, mentre Gregorio, avendolo appreso, si rifugiò presso il Castello di Canossa, ospite di Matilde di Canossa.

## A Canossa

Enrico IV penitente davanti a Ugo di Cluny e Matilde di Canossa

Nell'inverno fra il 1076 e il 1077 Enrico e la suocera, la contessa Adelaide di Susa, incominciarono la loro processione penitenziale a Canossa per ottenere la revoca della scomunica da parte di papa Gregorio VII. Con loro vi erano anche il cognato Amedeo II di Savoia e il marchese Alberto Azzo II d'Este. Per tre giorni e tre notti, dal 25 al 27 gennaio 1077, Enrico decise di attendere davanti al portale d'ingresso del castello della marchesa Matilde di Canossa per essere ammesso al cospetto del papa: l'attesa ebbe luogo mentre imperversava una bufera di neve ed Enrico giaceva inginocchiato, a piedi scalzi, vestito con un saio, il capo cosparso di cenere, di fronte al portale chiuso. Solo grazie all'intercessione del padrino, l'abate di Cluny Ugo, e della marchesa Matilde, poté essere ricevuto dal papa il 28 gennaio.

## Impatto storico
L'umiliazione di Canossa ebbe un forte effetto morale, ma i risultati pratici furono presto di altro tipo. Rientrato in Germania, Enrico si accorse che lì non aveva più seguito. Il 15 marzo a Forchheim i principi tedeschi lo avevano deposto eleggendo in sua vece il cognato Rodolfo di Svevia, che fu incoronato a Magonza dall'arcivescovo Sigfrido. Enrico sconfisse due volte il rivale in battaglia e Gregorio VII il 7 marzo 1080 lo scomunicò nuovamente con l'accusa di non aver rispettato i patti di Canossa e di aver impedito lo svolgimento dell'assemblea ad Augusta.
La lotta per le investiture proseguì con la sconfitta di Rodolfo, che perse la vita in battaglia, la nomina a Bressanone dei vescovi fedeli a Enrico in un concilio convocato da Enrico stesso per il 25 giugno 1080, di un antipapa nella persona di Guiberto, arcivescovo di Ravenna, che assunse il nome di Clemente III, la discesa di Enrico in Italia e la conquista da parte del suo esercito della città di Roma, con papa Gregorio VII asserragliato in Castel Sant'Angelo.
Quest'ultimo, per contrastare Enrico e l'antipapa, si alleò al normanno Roberto il Guiscardo, non prima di avergli tolto il 29 giugno 1080 a Ceprano la scomunica che gli aveva inflitto sei anni prima per aver invaso il territorio pontificio di Benevento.

## Antonomasia
Da quel fatto storico nacque la locuzione andare a Canossa in riferimento a chi si umilia e/o ammette di aver sbagliato. 
L'espressione assunse un connotato anche politico quando fu adoperata nel 1872 dal cancelliere tedesco Otto von Bismarck, che disse: "noi non andremo a Canossa, né con il corpo né con lo spirito" o, in tedesco, "nach Canossa gehen wir nicht, weder körperlich noch geistig". In questo modo dichiarò inaccettabile qualsiasi interferenza esterna sulle decisioni del II Reich.